# Katy Perry Live: Witness World Wide
Katy Perry Live: Witness World Wide va ser una retransmissió en directe de quatre dies per YouTube de la cantant Katy Perry. L'especial mostrava a Perry vivint en una casa plena de càmeres a l'estil "Gran Hermano" per promocionar el llançament del seu últim disc: Witness. El programa va començar el 8 de juny de 2017 i va concloure el 12 de juny amb un concert gratuït a  Los Angeles.
La retransmissió mostrava a Katy Perry en el seu dia a dia, menjant, jugant amb els seus gossos i dormint, així com altres situacions que van acabar cridant l'atenció dels mitjans. Durant una teràpia d'una hora, Perry es va posar molt emocional i va obrir-se sobre la seva vida, inclús sobre els seus episodis d'alcoholisme, idees suïcides i la relació amb els seus pares evangèlics. El programa va generar més de 49 milions de visualitzacions en 190 països. El 4 d'octubre de 2017 es va llençar un making-of titualt Will You Be My Witness? per a la plataforma Youtube Red.

## Format
La retransmissió es va gravar al Kim Sing Theatre , que es va adaptar per a l'esdeveniment amb 41 càmeres i micròfons per a tots els inquilins. S'ha comparat amb el reality de televisió Gran Hermano, encara que no presenta els "confessionaris", típics de la franquícia. A part de Perry fent el seu dia a dia i jugant amb el seu gos Nugget, el programa també mostrava a Perry passant temps amb els seus amics, fent entrevistes, organitzant sopars i assistint a teràpia. També s'inclou l'organització del concert que tancaria la retransmissió amb cançons del seu nou àlbum, Witness, el qual es va llençar el mateix dia que començava el programa.

## Moments destacats

### Convidats
Perry va esdevenir l'amfitriona d'una llarga llista de celebritats i cada nit organitzava un sopar on es discutien diferents temes, com la política.
El 9 de juny, Perry va fer una sessió de ioga amb Jesse Tyler Ferguson i va sopar amb la directora de Wonder Woman, Patty Jenkins, l'actriu Anna Kendrick, la DJ Mia Moretti, la cantant australiana Sia, i l'estrella de burlesque Dita Von Teese.
El 10 de juny, Perry va entrevistar el físic Neil deGrasse Tyson, i va fer una competició de cuina amb els famós chef Gordon Ramsay. També va tenir de convidat a la celebritat televisiva RuPaul, amb qui va jugar a xarades i va conversar sobre religió. L'actriu i activista America Ferrera va organitzar un sopar conjuntament amb Perry.
L'11 de juny, el presentador de televisió James Corden va passar el dia amb la cantant i junts van jugar a un joc del tipus "veritat o repte", on Perry va haver de fer un rànquing de les seves antigues parelles. Aquell dia, el maquillatge que portava Katy va ser obra de l'artista de maquillatge de Youtube Patrick Starrr.
El vespre de l'11 de juny, Perry va rebre a la casa a diversos convidats, entre els quals es trobaven la comediant Margaret Cho, la medallista olímpica Caitlyn Jenner, l'activista Van Jones, la comentarista liberal Sally Kohn, l'estratèga republicana Ana Navarro, l'artista Amanda Seales i el DJ Yung Skeeter. També va assistir al sopar la guanyadora d'un concurs anomeanda Laura. El sopar va adoptar un caire polític molt ràpidament, i Jenner, republicana de tota la vida, es va veure forçada a defensar-se com a única seguidora de Donald Trump de la taula. Aquella mateixa nit, Perry va mirar el documental This is Everything: Gigi Gorgeous amb la model canadenca Gigi Gorgeous (també coneguda com a Gigi Lazzarato). El film documentava la transició de la model d'home a dona.

### Entrevistes
Katy Perry va oferir diverses entrevistes durant la retransmissió del programa. El 10 de juny, Arianna Huffington la va entrevistar per al The Thrive Global Podcast. Entre els temes que es van comentar, va destacar la rivalitat amb l'estrella del pop Taylor Swift, que va començar amb les acusacions de Perry contra Swift sobre el "robatori" d'uns ballarins del tour de Swift cap al de Perry. La cantant va deixar clar que perdona Swift i que li sabia greu el seu propi comportament, així com que esperava que poguessin deixar tota aquesta situació enrere. Perry va declarar, "Potser no estic d'acord amb tot el que fa i ella no està d'acord amb tot el que faig jo, però realment només vull tenir un lloc ple d'amor, perdó i comprensió i compassió."
L'11 de juny, Perry va gravar diversos podcasts, entre ells un amb Michael Ian Black, que va entrevistar la cantant per al seu podcast: How to Be Amazing with Michael Ian Black. Perry també va parlar amb l'activista pels drets civils DeRay Mckesson, presentador del Pod Save the People, en el qual va preguntar sobre les acusacions contra Perry per apropiació cultural. La cantant va declarar penedir-se d'haver aparegut amb trenes africanes al videoclip de la seva cançó "This Is How We Do" (2014), pel qual va rebre moltes crítiques que la van dur a demanar a un amiga de color perquè allò havia enfadat tant a la gent. Perry va declarar a Mckesson, "[Cleo] em va parlar del poder del cabell de les dones negres i com de bonic és, i la lluita. Vaig escoltar. Vaig sentir. I no ho sabia. I mai podré entendre algunes d'aquestes coses per qui sóc. Mai ho entendré, però puc educar-me i això és tot el que he intentat fer tot aquest temps. Com a resposta a l'entrevista, Perry va rebre certes mostres de suport per la disculpa, mentre que altres la van criticar per no contractar una plantilla de treball més diversa.
En la mateixa entrevista, Perry també va parlar de la seva actuació als American Music Awards de 2013, on va aparèixer com un una "geisha" japonesa. "Tot i la meva intenció d'apreciar la cultura japonesa, ho vaig fer malament amb aquella actuació i no vaig saber que estava malament fins que vaig sentir la gent dient que estava malament."

### Sessió de teràpia
El 9 de juny, Perry va rebre una sessió de teràpia amb el psicòleg Siri Sat Nam Singh, presentador de la serie de Viceland The Therapist.  La sessió va atraure gran atenció dels mitjans, ja que Perry va obrir-se emocionalment sobre els moments més dolorosos de la seva vida, com la seva lluita amb la depressió i pensaments suïcides. La cantant va expressar la vergonya que sentia vers aquell període de la seva vida, just després del seu divorci amb Rusell Brand el 2012, fet que la va portar a escriure la cançó "By the Grace of God" el 2013. Com que Katy estava molt emocional, un membre de l'equip va proposar acabar abans la sessió, proposta que la cantant va declinar. També va parlar de la seva sexualitat i les causes de la seva enemistat amb Taylor Swift.
Perry, qui va néixer com a Katheryn Hudson, va parlar sobre el seu personatge, l'estrella del pop, declarant que "la fantasia de la Katheryn es va ficar dins de Katy i va crear aquesta personalitat sobredimensionada". La cantant va confessar que el seu nou tallat de cabells curts va sorgir per la voluntat de no assemblar-se a Katy Perry mai més.

## Recepció
Perry va rebre crítiques mixtes per Witness World Wide. Joey Pucino del The Sidney Morning Herald el va anomenar "una maniobra publicitària bizarra". La periodista Amanada Petrusich va titllar el show de "tediós" i va anomenar la seva crisi durant la sessió de teràpia "premeditada", escrivint al The New Yorker: "Cada moment que vaig veure del Witness Worldwide tenia una intenció promocional molt intensa i poca espontaneïtat o franquesa, el que també fa l'àlbum un dur esforç."
Altres van aplaudir la seva honradesa. Al Australian Daily Telegraph, Sarah Daffy va elogiar Perry i va rebutjar les crítiques. Daffy va abordar la realitat de la salut mental i el suïcidi a Austràlia, i com els famosos poden tenir un gran impacte en el públic compartint els seus problemes. "Perry ha comès un crim (el pitjor de tots), ha decidit ser honesta... Per mi, això ha estat el més responsable, emocionalment intel·ligent i madur que ha fet en els últims quatre dies. Estic feliç perquè el proper cop que tingui un dia ple d'inseguretats i m'estigui posant grans quantitats de pressió a sobre podré mirar a Katheryn Hudson, qui ha decidit posar a Katy Perry a una banda durant uns moments per exposar una veritat vital. És refrescant veure que Katheryn no ho té tot controlat i que ha donat a bilions de persones del món l'oportunitat de sentir-se bé per no tenir-ho tot controlat tampoc, inclús si només és un moment." Un cop acabat l'esdeveniment. Daniel D'Addario de la revista Time va situar la retransmissió entre els 10 millors programes de televisió de 2017.